# Каван (Франция)
Кава́н (фр. Cavan, брет. Kawan) — коммуна во Франции, находится в регионе Бретань. Департамент — Кот-д’Армор. Входит в состав кантона Бегар. Округ коммуны — Ланьон.
Код INSEE коммуны — 22034.

## География
Коммуна расположена приблизительно в 420 км к западу от Парижа, в 140 км северо-западнее Ренна, в 50 км к северо-западу от Сен-Бриё.
Вдоль западной границы коммуны протекает река Генди.

## Население
Население коммуны на 2016 год составляло 1530 человек.
| 1962 | 1968 | 1975 | 1982 | 1990 | 1999 | 2008 | 2016 |
| ---- | ---- | ---- | ---- | ---- | ---- | ---- | ---- |
| 753  | 844  | 854  | 1025 | 1080 | 1129 | 1383 | 1530 |

## Администрация
| Период | Период | Фамилия           | Партия                  | Примечания          |
| ------ | ------ | ----------------- | ----------------------- | ------------------- |
| 1971   | 2006   | Пьер-Ивон Тремель | Социалистическая партия | сенатор (1998—2006) |
| 2006   | 2014   | Пьер-Ив Николь    | Социалистическая партия |                     |

## Экономика
В 2007 году среди 858 человек в трудоспособном возрасте (15—64 лет) 654 были экономически активными, 204 — неактивными (показатель активности — 76,2 %, в 1999 году было 69,6 %). Из 654 активных работали 597 человек (324 мужчины и 273 женщины), безработных было 57 (29 мужчин и 28 женщин). Среди 204 неактивных 71 человек были учениками или студентами, 66 — пенсионерами, 67 были неактивными по другим причинам.

## Достопримечательности
- Церковь Сен-Шерон[фр.] (XVII век). Исторический памятник с 1926 года[3]

## Фотогалерея

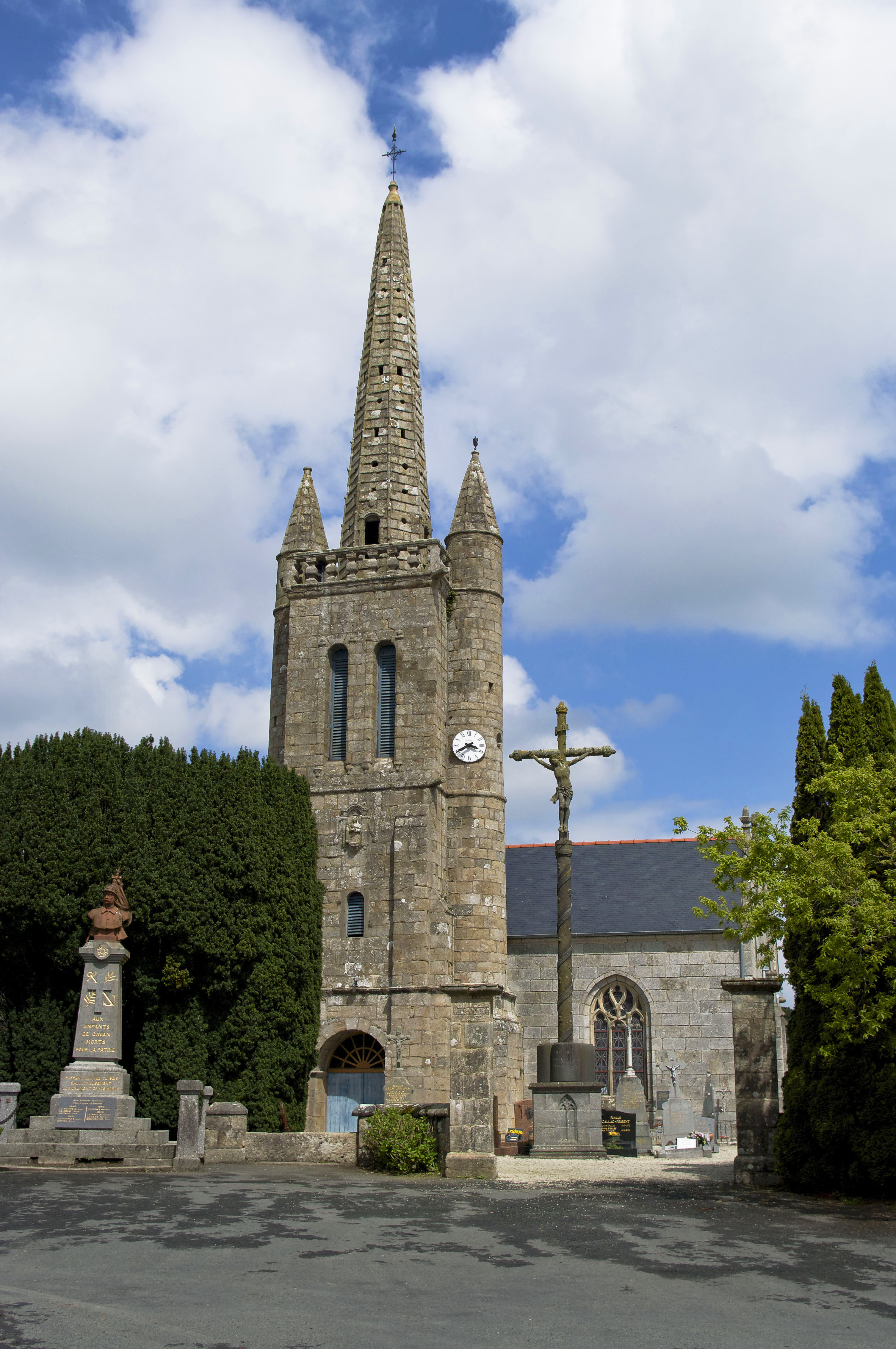
Церковь Сен-Шерон
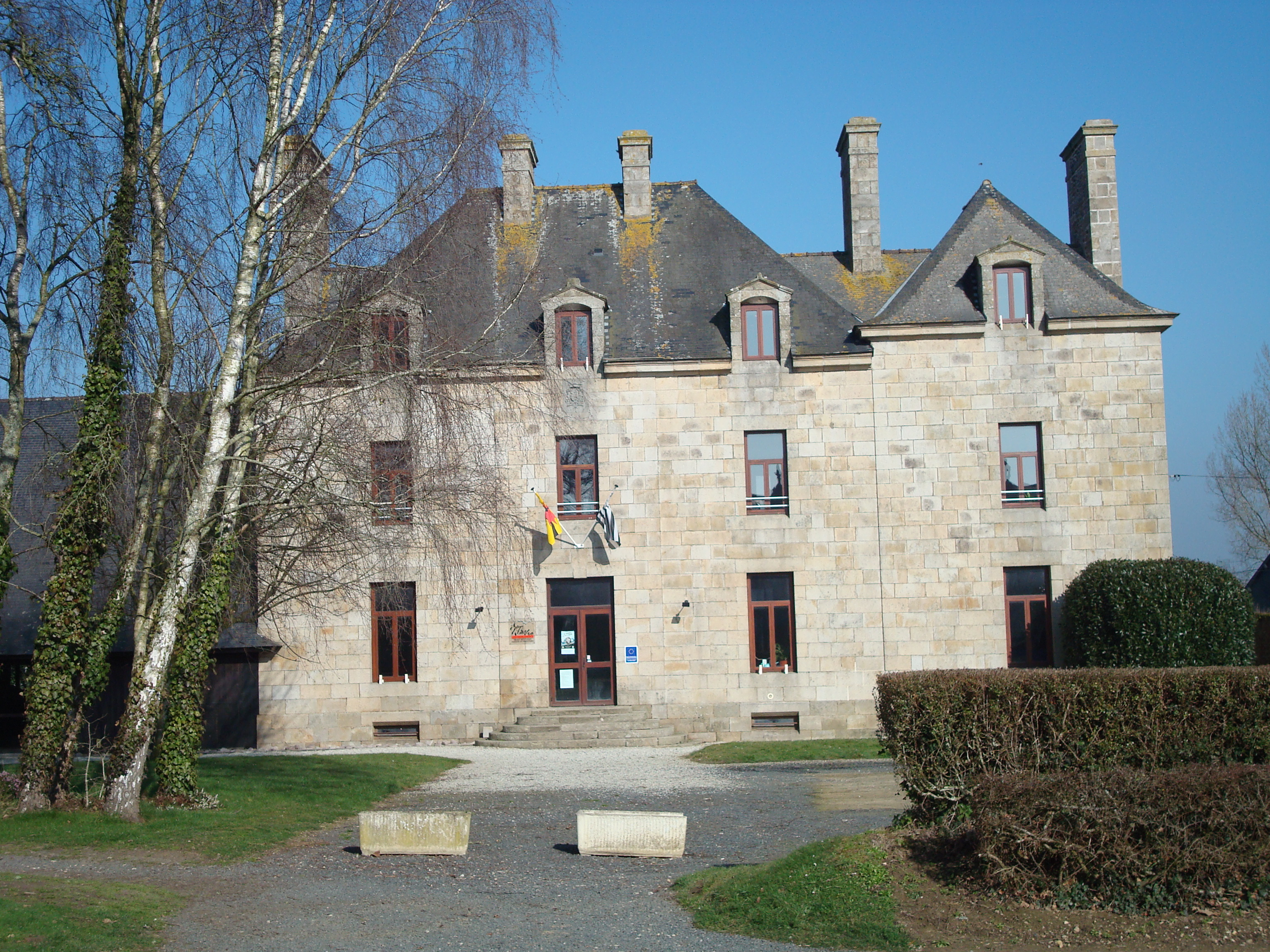
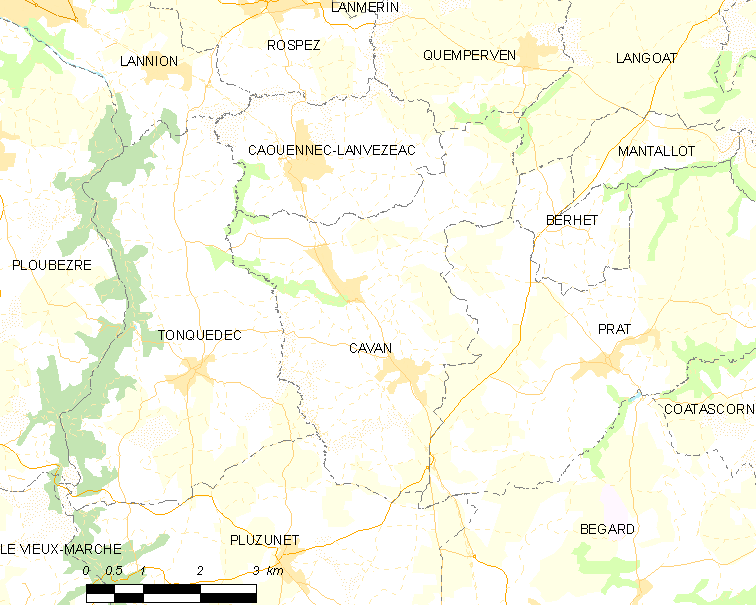
Карта коммуны